# Конфликт в Северо-Восточной Индии
Конфликт в Северо-Восточной Индии или восстание в Северо-Восточной Индии (англ. Insurgency in Northeast India) — это вооружённый конфликт на северо-востоке Индии в котором участвуют многочисленные сепаратистские группировки боевиков, действующие в некоторых северо-восточных штатах Индии, которые соединены с остальной частью Индии коридором Силигури, полосой земли шириной всего 23 км.
Северо-Восточная Индия состоит из семи штатов (также известных как Семь сестринских штатов): Ассам, Мегхалая, Трипура, Аруначал-Прадеш, Мизорам, Манипур и Нагаленд. Напряжённость существовала между повстанцами в этих штатах и центральным правительством, а также между их коренными жителями и мигрантами из других частей Индии и нелегальными иммигрантами.
В последние годы повстанческая активность в регионе быстро пошла на убыль: в 2019 году по сравнению с 2013 годом число повстанческих инцидентов сократилось на 70%, а количество смертей среди гражданского населения снизилось на 80%.
На всеобщих выборах в Индии в 2014 году явка избирателей во всех северо-восточных штатах составила 80%, что, по данным правительства Индии, является самым высоким показателем среди всех штатов Индии. Индийские власти утверждают, что это свидетельствует о вере жителей северо-востока в индийскую демократию. Начальник штаба обороны Индии генерал Анил Чаухан, тогдашний командующий Восточной армией, заявил, что по состоянию на 2020 год зона насилия на всём северо-востоке сократилась в первую очередь до зоны, которая представляет собой тройной перекрёсток между Ассамом, Аруначал-Прадешем и северным Нагалендом.

## Причины восстания в Северо-Восточной Индии

### Этническое разнообразие
Северо-Восточная Индия является наиболее этнически разнообразным регионом Индии. Здесь проживает около 40 миллионов человек, включая 213 из 635 племенных групп Индии. Каждое из этих племён имеет свою собственную особую культуру, каждая племенная группа не согласна с объединением в основную часть Индии, потому что это означает потерю их уникальной идентичности, что приводит к мятежу.

### Отсутствие представительства
Большое расстояние между материковой Индией и северо-востоком, а также отсутствие представительства региона в индийском парламенте способствовали тому, что северо-востоку стали уделять больше внимания в политической системе страны, что послужило основной причиной в регионе происходят волнения.

### Восточно-бенгальские беженцы
Во время Освободительной войны Бангладеш около 10 миллионов человек из Восточного Пакистана (современная Бангладеш) бежали из страны и нашли убежище в Индии, особенно в индийских штатах Западная Бенгалия и на северо-востоке Индии, особенно в Трипуре и Ассаме.

### Неразвитость
Северо-восток Индии традиционно игнорируется с экономической точки зрения, поскольку в этот регион поступает низкий уровень инвестиций как со стороны индийского правительства, так и со стороны других инвесторов.

## Мизорам

### Восстание Мизо (1966)
Восстание Национального фронта Мизо представляло собой восстание против правительства Индии, направленное на создание суверенного национального государства для народа Мизо, которое началось 28 февраля 1966 года.

### Повстанческое движение НФМ (1966–1986)
Напряжённость в Мизораме во многом была вызвана нарастающим доминированием ассамцев и пренебрежением народа мизо. В 1986 году мизорамское соглашение положило конец основному сепаратистскому движению, возглавляемому Национальным фронтом Мизо, принеся мир в регион. Статус повстанческого движения классифицируется как частично активный из-за требований сепаратизма/автономии со стороны буддийских чакма и индуистских бру. Племена чакма и реанг жалуются на религиозные и этнические преследования и жалуются, что доминирующая этническая группа мизо, почти полностью христианская, хочет обратить их в христианство.

## Манипур
Давнюю традицию независимости Манипура можно проследить до основания государства Канглейпак в 33 году нашей эры. Королевство Манипур было завоевано Великобританией после короткой англо-манипурской войны 1891 года и стало британским протекторатом.
Манипур стал частью Индийского Союза 15 октября 1949 года. Включение Манипура в состав индийского штата вскоре привело к формированию ряда повстанческих организаций, стремящихся к созданию независимого государства в границах Манипура и отвергающих слияние с Индией как непроизвольно.
Несмотря на то, что 21 января 1972 года Манипур стал отдельным штатом Индийского Союза, повстанческое движение продолжалось. 8 сентября 1980 года Манипур был объявлен зоной беспорядков, когда индийское правительство ввело в этот регион Закон о вооружённых силах (особых полномочиях) 1958 года; в настоящее время закон остаётся в силе.
Параллельный рост национализма нагов в соседнем Нагаленде привёл к возникновению деятельности Национальный социалистический совет Нагаленда (NSCN) в Манипуре. Столкновения между фракциями Исак-Муива и Кхапланг NSCN еще больше обострили напряженность, поскольку племена куки начали создавать свои собственные партизанские группы, чтобы защитить свои интересы от предполагаемых нарушений со стороны нагов. Стычки между двумя этническими группами происходили в 1990-е годы. Другие этнические группы, такие как пайте, вайпей, пангалы и хмары, последовали этому примеру, создав воинственные группы.
Национальная армия Куки также имеет одно вооружённое крыло в Манипуре.

### UNLF (1964–2023)
Первая сепаратистская группировка, известная как Объединённый фронт национального освобождения (UNLF), была основана 24 ноября 1964 года.

### Марксистские и маоистские группы (с 1977 года)
В период с 1977 по 1980 год были сформированы Народно-освободительная армия Манипура (PLA), Народно-революционная партия Канглейпака (PREPAK) и Коммунистическая партия Канглейпака (KCP), которые сразу же присоединились к войне.

## Нагаленд
Нагаленд был создан в 1963 году как 16-й штат Индийского Союза, до этого он был округом Ассам. Активные повстанческие группы Нага-Куки в основном требуют полной независимости. Национальный совет нагов во главе с Физо был первой группой, выразившей несогласие в 1947 году, а в 1956 году они ушли в подполье.

### Повстанческое движение НССН (с 1980 года)
Национальный социалистический совет Нагаленда (NSCN) был сформирован в 1980 году с целью создания Великий Нагаленда, включающего части Манипура, Нагаленда и горы Северный Качар (Ассам). В 1988 году NSCN раскололась на две группы: NSCN(IM) и NSCN(K). По состоянию на 2015 год обе группировки соблюдали перемирие с правительством Индии.
Национальный социалистический совет Нагаленда-Кхапланга - вторая фракция, преследующая ту же цель Великого Нагаленда, была сформирована в 1988 году.

## Трипура (1978–2019)
Повстанческие группы в Трипуре возникли в конце 1970-х годов в результате этнической напряженности между предполагаемым проникновением в Бангладеш и коренным населением племени, численность которого превосходила первое, выходцами из других частей Индии и близлежащего Бангладеш, что привело к тому, что привело к тому, что они были низведены до статуса меньшинства, даже угрожая им в экономическом, социальном и культурном плане; это привело к громкому призыву к защите племенных прав и культур. Учитывая степень отчаяния, это, естественно, привело к ненависти и подозрительности, и их статус классифицируется как активный.
Первым сформированным боевым отрядом были «Национальные волонтеры Трипуры» (TNV), действовавшие до 1988 года.
Фронт национального освобождения Трипуры был сформирован в марте 1989 года. За период с 1992 по 2001 год в результате нападений NLFT было убито в общей сложности 764 мирных жителя и 184 сотрудника сил безопасности. В 2019 году оно подписало Трипурское мирное соглашение, направленное на прекращение повстанческого движения.
ATTF был сформирован местными племенами аборигенов в 1990 году, численность которых постепенно превосходила их как прямо, так и косвенно, даже ценой угрозы их выживанию в экономическом и культурном отношении, не говоря уже о том, что они превратились в меньшинство по численности населения; их единственная цель — изгнание всех бангладешцев, проникших из соседнего Бангладеша.

## Ассам
Ассам на протяжении ряда лет был убежищем для боевиков из-за его проницаемых границ с Бангладеш и Бутаном, а также из-за его очень непосредственной близости к Бирме. К основным причинам разногласий относятся агитация против иностранцев в 1980-х годах и нарастающая напряженность в отношениях с мигрантами из числа коренного населения. Правительство Бангладеш арестовало и экстрадировало высокопоставленных лидеров ULFA.

### Бодоланд
- BLTF (1996–2003): «Тигров освобождения Бодо» боролись за автономию Бодоланда под руководством Прем Сингха Брахмы. Он сдался с созданием Территориального совета Бодоланда[англ.].
- NDFB (1986–2020): Национально-демократический фронт Бодоленда (NDFB) был сформирован в 1986 году как бодоские силы безопасности и стремится создать независимое государство Бодоланд.[40]

### ULFA (с 1990 года)
Объединённый фронт освобождения Ассама (ULFA) был сформирован в апреле 1979 года с целью создания суверенного государства Ассам для коренного населения Ассама посредством вооружённой борьбы. В последнее время организация потеряла своих лидеров среднего звена после того, как большинство из них были арестованы.

### KLO (с 1995 года)
Целью Организации освобождения Камтапура (KLO) является создание отдельной нации Камтапур. Предлагаемый штат должен включать шесть округов в Западной Бенгалии и четыре смежных округа Ассама: Куч-Бихар, Дарджилинг, Джалпайгури, Северный и Южный Динаджпур и Мальда в Западной Бенгалии, а также четыре смежных округа Ассама - Кокраджхар, Бонгайгаон, Дхубри и Гоалпара. KLO вначале представляла собой открытую организацию, созданную для решения проблем народа Коч-Раджбанси, таких как крупномасштабная безработица, отчуждение земли, воспринимаемое пренебрежение языком камтапури, идентичностью и недовольство экономическими лишениями.

## Мегхалая
Штат Мегхалая был отделён от штата Ассам в 1971 году, чтобы обеспечить создание отдельного штата Кхаси, Синтенг и Гаро. Первоначально это решение хвалили как пример успешной национальной интеграции в более широкий индийский штат.
Это, однако, не смогло предотвратить рост национального самосознания среди местного племенного населения, что впоследствии привело к прямой конфронтации между индийским национализмом и недавно появивишимися национализмами Гаро и Хаси. Параллельный рост национализма в других членах «Семи сестринских штатов» ещё больше осложнил ситуацию, приводя к периодическим столкновениям между повстанческими группировками.
Государственная система распределения богатства ещё больше способствовала росту сепаратистских движений, поскольку финансирование осуществляется посредством подушевых трансфертов, что в значительной степени приносит пользу ведущей этнической группе.
Первой боевой группировкой, появившейся в регионе, стал Hynniewtrep Achik Liberation Council (HALC). Он был создан в 1992 году с целью защиты интересов коренного населения Мегхалаи от роста неплеменной («дхарской») иммиграции.
Конфликт интересов вскоре привел к расколу HALC. Члены Гаро сформировали Achik Matgrik Liberation Army (AMLA), а в 1993 году был сформирован совместный альянс Джайнтия-Хаси Совет национального освобождения Хинньютрепа (HNLC). HNLC утверждает, что представляет народ Кхаси - Джайнтия, и его цель - освободить Мегхалая от предполагаемого господства Гаро и чужаков («Дхаров»).
AMLA ушла в безвестность, а её место занял Achik National Volunteers Council (ANVC). Дрейф Гаро-Хаси сохранялся, поскольку HNLC поставил перед собой цель превратить Мегхалая в исключительно регион Хаси; ANVC, с другой стороны, стремился к созданию независимого государства на холмах Гаро.
В регионе также действовал ряд немегхалайских сепаратистских группировок, в том числе Объединённый фронт освобождения Ассама и Национально-демократический фронт Бодоланда.

### Повстанческое движение GNLA (с 2010 года)
Наиболее активной группировкой в штате является Национально-освободительная армия Гаро (GNLA), созданная в 2009 году.

## Другие повстанческие группы

### В Ассаме
- UPDS (2004–2014): Объединённая народная демократическая солидарность[англ.] (UPDS) была образована в марте 1999 года в результате слияния двух групп в округе Карби-Англонг штата Ассам: Национальных добровольцев Карби (KNV) и Народного фронта Карби (KPF). В 2004 году UPDS («Против переговоров») переименовала себя в «Фронт освобождения Карби-Англонг и гор Северного Качара[англ.]» (KLNLF), а его вооружённое крыло — в Силы сопротивления Карби-Англонг и гор Северного Качара (KNPR). В декабре 2014 года UPDS распалась после массовой сдачи всех её членов и лидеров.[46]
- KLNLF (2004–2021): Фронт освобождения Карби-Англонг и гор Северного Качара[англ.] (KLNLF) — группировка боевиков, действующая в районах Карби-Англонг и Дима Хасао в Ассаме, которая была сформирована 16 мая 2004 года. Эта группировка утверждает, что борется за интересы племён Карби, и её заявленная цель — Hemprek Kangthim, что означает самоуправление/самоопределение народа Карби. Он тесно связан с ULFA (Объединённым фронтом освобождения Ассама).
- DHD (1995–2009): Dima Halam Daogah[англ.] (DHD) является наследником Сил национальной безопасности Димаса (DNSF), которые прекратили свою деятельность в 1995 году. Главнокомандующий Джэвэл Горлоса отказался сдаться и запустил «Dima Halam Daogah». После мирного соглашения между DHD и центральным правительством в 2003 году группа распалась и родилась DHD(J), также известная как «Чёрная Вдова», которую возглавила Джэвэл Горлоса. Заявленная цель «Чёрной Вдовы» - создать нацию Димараджи только для народа Димаса[англ.] в Дима Хасао. Однако цель DHD (фракция Нуниса) состоит в том, чтобы включить части округов Качар, Карби Англонг и Нагаон в Ассаме, а также части округа Димапур в Нагаленде. В 2009 году группа массово сдалась CRPF и местной полиции: 193 человека сдались 12 сентября 2009 года и ещё 171 — 13 сентября.[47]
- MULTA (с 1996 года): Целью Мусульманских объединённых тигров освобождения Ассама[англ.] (MULTA) является создание исламского государства в Индии по законам шариата. Группа состоит из мигрантов и коренных народов, исповедующих ислам.[48]

### Зоми
Зоми — это общий термин, охватывающий девять племён в штате Манипур. В 1993 году Организация воссоединения Зоми (ZRO) и её вооружённое крыло, Революционная армия Зоми (ZRA), были созданы в 1997 году с целью охраны и защиты интересов народа Зоми. В настоящее время ZRA участвует в приостановке операции (SoO) с индийским правительством, пытаясь найти политическое решение для зомийского сообщества, которое долгое время страдало от пренебрежения и подавления со стороны доминирующего племени в Манипуре.

### Хмар
«Народное собрание хмаров - Демократия» (HPC-D) — вооружённая повстанческая группа, созданная в 1995 году с целью создания самостоятельным хмарским штатом на северо-востоке Индии. Это детище «Народного собрания хмаров» (HPC), которое заключило соглашение с правительством Мизорама в 1994 году, в результате чего был сформирован Совет развития гор Синлунг (SHDC) в Северном Мизораме. Их набранные кадры происходят из штатов, где распространён народ хмар – Ассам, Манипур, Мизорам, Трипура и Мегхалая. HPC(D) требует создания отдельной административной единицы в соответствии с шестым дополнением к Конституции Индии.

### Таниленд
Совет национального освобождения Таниленда (NLCT) действовал вдоль границы Ассама и Аруначал-Прадеша, и его члены принадлежат к группам тани, которые требуют создания Таниленда. Группа не пользуется поддержкой со стороны местного населения Аруначал-Прадеша, которое яростно про-индийско настроено, и в настоящее время группа практически прекратила своё существование. Группы Тани - одна из этнических групп северо-востока Индии (известных как Мишинг в Ассаме и Ади, Ниши, Гало, Апатани, Тагин в Аруначал-Прадеше) в Индии, а также Лхоба в Китае, которые живут вдоль границы Индии.

## Распространение в Бутан
После операций Rhino и Bajrang 1990 года ассамские сепаратистские группы перенесли свои лагеря в Бутан. В 1996 году правительству Бутана стало известно о большом количестве лагерей на южной границе с Индией. Лагеря были созданы четырьмя ассамскими сепаратистскими движениями: ULFA, NDFB, Тигры освобождения Бодоланда (BLTF) и Организацией освобождения Камтапура (KLO). В лагерях также укрывались сепаратисты, принадлежащие к Национальному социалистическому совету Нагаленда (NSCN) и отряду все-трипурийских тигров (ATTF).
Затем Индия оказала дипломатическое давление на Бутан, предложив поддержку в изгнании повстанческих организаций с его территории. Правительство Бутана первоначально стремилось к мирному решению, начав диалог с группировками боевиков в 1998 году. Было проведено пять раундов переговоров с ULFA, три раунда с DNFB, при этом KLO проигнорировала все приглашения, отправленные правительством. В июне 2001 года ULFA согласилась закрыть четыре своих лагеря; однако правительство Бутана вскоре осознало, что лагеря просто были передислоцированы.
К 2003 году переговоры не принесли сколько-нибудь существенного результата. 14 июля 2003 года военное вмешательство было одобрено Национальным собранием. 13 декабря 2003 года правительство Бутана предъявило повстанцам двухдневный ультиматум. 15 декабря 2003 года, после истечения срока действия ультиматума, была начата операция All clear – первая операция, когда-либо проводившаяся Королевской армией Бутана.
К 3 января 2004 года Королевская армия Бутана уничтожила около 120 боевиков. Им удалось взять в плен нескольких высокопоставленных командиров ULFA. Большое количество повстанцев бежало в Бангладеш и Индию. Боевики также были вытеснены из всех 30 лагерей и 35 наблюдательных пунктов, лагеря сожжены и сровнены с землёй.
В период с 2008 по 2011 год сотрудники Королевской полиции Бутана и Королевской армии Бутана предприняли многочисленные действия против предполагаемых боевиков из Северной Индии. Произошло несколько перестрелок, в то время как военнослужащим Бутана пришлось обезвредить несколько взрывных устройств и разрушить ряд партизанских лагерей.

## Распространие в Мьянму
Индийско-мьянманская граница проходила по родине многих этнических групп, таких как мизо/чины и наги, причём по обе стороны границы проживали общины с сильными этническими связями. Несколько сепаратистских группировок действовали за пределами Мьянмы, проникая в Индию через проницаемую границу.
Военное сотрудничество Индии и Мьянмы началось в 1960-х годах, когда «Тамадо» перехватили повстанцев Нага и Мизо, направлявшихся в Китай для обучения. Поддержка Индией продемократического движения в 1980-х годах заставила «Тамадо» прекратить свои операции против северо-восточных повстанческих группировок.
После засады в Манипуре в 2015 году Индия нанесла точечные удары по лагерям NSCN-K на территории Мьянмы, что привело к значительным жертвам.
В феврале и июне 2019 года индийская армия и бирманский «Тамадо» провели совместные операции Sunrise и Sunrise II, направленные против нескольких группировок боевиков вдоль индийско-бирманской границы, включая Организацию освобождения Камтапура (KLO), NSCN-K, Объединенный фронт освобождения Ассама (I) и Национально-демократический фронт Бороленда (NDFB). В феврале бирманские войска штурмовали штаб-квартиру NSCN-K в Таге. Индийская армия ответила взаимностью, начав крупную операцию против Араканской армии на юге Мизорама.